# Irish Coast
Die Irish Coast war ein 1952 in Dienst gestelltes Passagierschiff der schottischen Reederei Coast Lines. Sie stand bis 1968 vorwiegend zwischen Belfast und Liverpool im Einsatz. Anschließend fuhr sie bis 1980 unter verschiedenen Namen als Kreuzfahrtschiff für die griechische Epirotiki Lines. 1989 lief das Schiff als Regency vor Batangas City auf Grund und wurde anschließend abgewrackt.

## Geschichte
Die Irish Coast entstand unter der Baunummer 1461 in der Werft von Harland & Wolff in Belfast und lief am 8. Mai 1952 vom Stapel. Nach der Ablieferung an die Coast Line am 16. Oktober 1952 nahm das Schiff im selben Monat unter Charter der Burns & Laird Lines den Liniendienst zwischen Belfast und Liverpool auf. Sie lief in ihrer Dienstzeit jedoch auch Cork, Fishguard, Dublin und Glasgow an. Seit Oktober 1966 stand die Irish Coast unter Charter der Belfast Steamship Company mit Sitz in Dublin im Einsatz, Haupteinsatzstrecke blieb weiterhin die Route von Belfast nach Liverpool.
Im August 1968 ging das Schiff nach sechzehn Jahren Dienstzeit als Orpheus an die griechische Reederei Epirotiki Lines über, um für den Kreuzfahrtbetrieb umgerüstet zu werden. Die erste Kreuzfahrt der Orpheus führte am 5. Mai 1969 von Piräus zu verschiedenen griechischen Inseln. In der Folgezeit wechselte das Schiff mehrfach den Namen. Nachdem die von Epirotiki angekaufte, etwas größere Munster 1969 als Orpheus den Dienst aufnahm, wurde es zunächst in Semiramis II umgetauft, erhielt jedoch noch im selben Jahr die Namen Achilleus, Apollon XI und schließlich bis 1981 Apollon II. In ihrer Dienstzeit für Epirotiki stand sie für vorwiegend für Kreuzfahrten im Mittelmeer im Einsatz, machte jedoch auch Reisen in die Karibik sowie nach Afrika. Nach der Sommersaison 1980 wurde das Schiff ausgemustert und zum Verkauf angeboten.
Im folgenden Jahr ging die Apollon II an die Corporacion Naviera Intercontinental de Panama S.A. und ging 1982 als Regency nach Manila. Das Schiff kam jedoch nicht wieder in den aktiven Dienst, sondern blieb stattdessen aufgelegt. Am 11. Oktober 1989 lief die Regency während eines Taifuns vor Batangas auf Grund und musste als Totalverlust aufgegeben werden. Das Wrack wurde nach Manila geschleppt und dort abgewrackt.